# Lucien Grenier
Pour les articles homonymes, voir Grenier (homonymie).
Lucien Grenier (né le 11 octobre 1925 et décédé le 3 août 1998) est un avocat et homme politique fédéral du Québec.

## Biographie
Né à Saint-Godefroi en Gaspésie, il fait ses études au Séminaire de Gaspé. Après avoir pratiqué le droit pendant quelques années à New Carlisle, il tenta de devenir député indépendant de l'Union nationale dans la circonscription de Bonaventure en 1948, mais fut défait par l'unioniste officiel Henri Jolicoeur. Élu député du Parti progressiste-conservateur du Canada dans la circonscription fédérale de Bonaventure en 1958. En 1961, il est élu co-président du comité parlementaire des Affaires indiennes, en compagnie du sénateur James Gladstone (en). 
Il est battu en 1962 et en 1963.